# Gare de Bauvin - Provin
La gare de Bauvin - Provin est une gare ferroviaire française de la ligne de Lens à Don - Sainghin, située sur le territoire de la commune de Bauvin, à proximité de Provin, dans le département du Nord en région Hauts-de-France.
C'est une halte voyageurs de la Société nationale des chemins de fer français (SNCF), desservie par des trains TER Hauts-de-France.

## Situation ferroviaire
Établie à 26 mètres d'altitude, la gare de Bauvin - Provin est située au point kilométrique (PK) 222,391 de la ligne de Lens à Don - Sainghin, entre les gares de Meurchin et de Don - Sainghin. C'était une gare de bifurcation, aboutissement de la ligne d'Hénin-Beaumont à Bauvin - Provin (fermée).

## Histoire

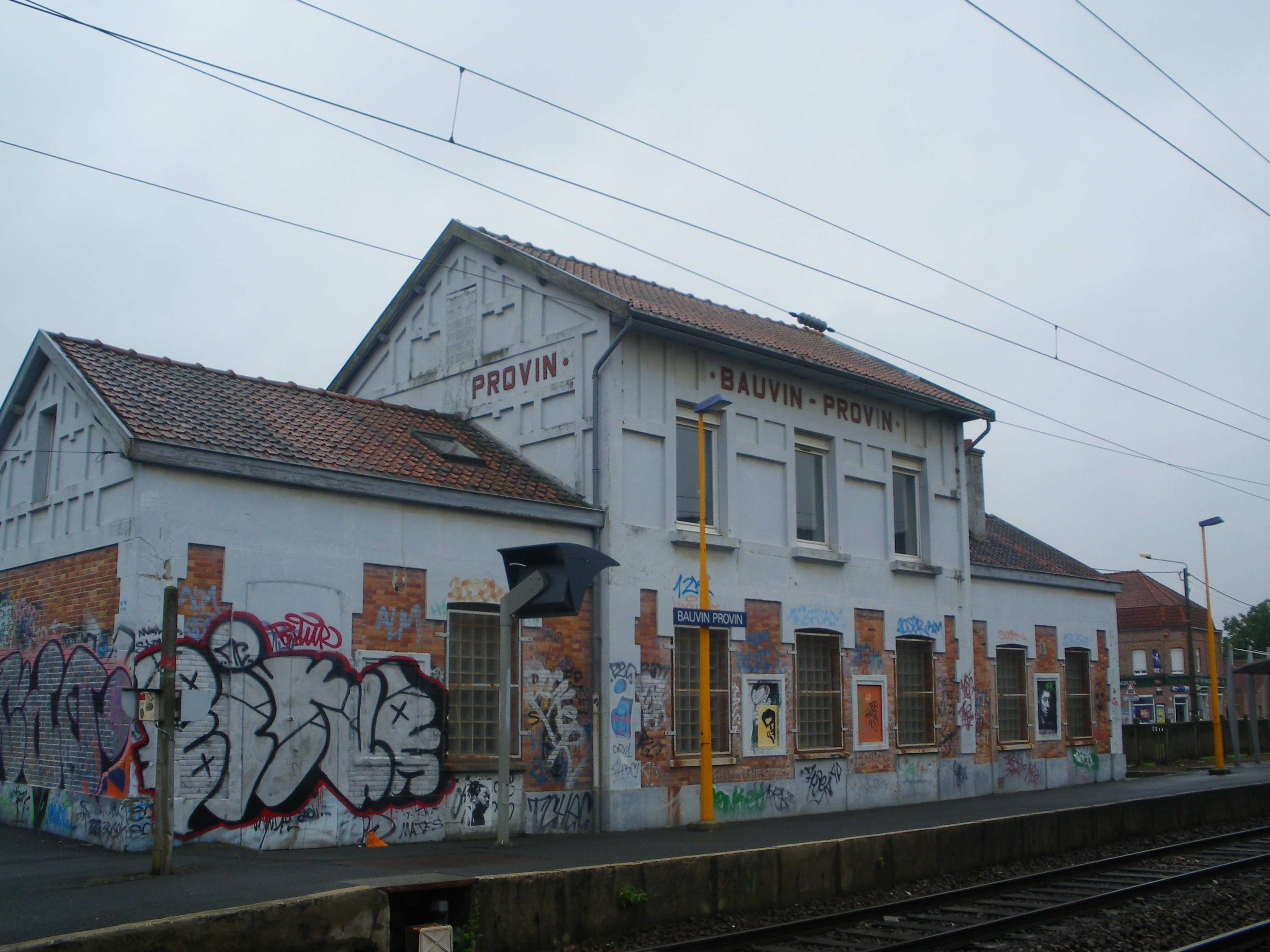
Vue de l'ancien bâtiment voyageurs.

## Service des voyageurs

### Accueil
Halte SNCF, c'est un point d'arrêt non géré (PANG) à accès libre. 
Elle est équipée d'un automate pour l'achat de titres de transport et de trois valideurs Pass Pass : un sur chaque quais ainsi qu'un troisième proche du local à vélo.

### Desserte
Bauvin - Provin est desservie par des trains TER Hauts-de-France qui effectuent des missions entre les gares de Lens et de Don - Sainghin, ou de Lille-Flandres.

### Intermodalité
La gare dispose d'un abri vélo sécurisé. Le stationnement des véhicules est possible à proximité.
La gare est desservie par la ligne 858 du réseau interurbain Arc-en-Ciel 2.